# Karl Lappe
Karl Gottlieb Lappe (ur. 24 kwietnia 1773 w Wusterhusen, zm. 28 października 1843 w Stralsundzie) – niemiecki i pomorski poeta, współzałożyciel literackiego tygodnika Sundine.

## Życiorys
Był najmłodszym synem pastora z Wusterhusen (położonego między Wolgastem i Greifswaldem). Po wczesnej śmierci ojca uczęszczał od 1780 roku do szkoły w Wolgaście, której kierownikiem był wtedy Ludwig Gotthard Kosegarten. Od 1790 roku studiował teologię i filozofię na uniwersytecie w Greifswaldzie, gdzie zaprzyjaźnił się z Ernstem Moritzem Arndtem.
Po ukończeniu studiów został zatrudniony jako nauczyciel dla syna Kosegartena Johanna Gottfrieda Ludwiga w Altenkirchen (Rugia). W 1801 roku przeniósł się do gimnazjum w Stralsundzie. Dla swoich uczniów wydał Poetisches Magazin. Wiele jego dzieł zajmuje się wydarzeniami z 1813 roku. Zyskał za to miano „vaterländischer Freiheitssänger“ (ojczyźniany śpiewak wolności).
W 1817 roku po ciężkiej chorobie musiał zrezygnować z zawodu nauczyciela. Osiadł w Pütte, gdzie poświęcił się pisaniu i edukacji swoich dzieci, które miał z żoną Ulriką z domu Schindler (urodzoną 6 grudnia 1780 w Gustow). Para zawarła związek małżeński w 1801 roku. O tym szczęśliwym dla niego okresie życia świadczą liczne wiersze. W dniu 10 marca 1824 jego dom wraz z biblioteką i publikowanymi wcześniej własnymi utworami padł ofiarą podpalenia. Dzięki ogromnej uczynności ludzi, którzy cenili go jako poetę ludowego, mógł zbudować nowy dom. Po usamodzielnieniu się swoich dzieci jesienią 1842 roku sprzedał dom w Pütte i przeniósł się do Stralsund. Żona Lappego zmarła 3 lutego 1851 w Greifswaldzie.
Oprócz wierszy miłosnych Lappe pisał przede wszystkim o swojej ojczyźnie – Pomorzu Przednim. Udał się do niemal każdego zakątka kraju. Najczęstszym tematem jego lirycznych utworów była wyspa Rugia. W swoich wierszach chwalił piękno morza, ziemi i jej mieszkańców. Opisał również życie niektórych rodaków. Wraz z Friedrichem von Suckowem założył w 1827 roku w Stralsundzie literacki tygodnik Sundine.
Zmarł w 1843 roku w Stralsund. Pochowany został na cmentarzu Frankenfriedhof. Na jego nagrobku zostały napisane słowa z wiersza Schlaf oder Tod, hell strahlt das Morgenroth (Sen lub śmierć oświeca jasny poranek). Grób został usunięty w 1960 roku.
W jego dawnym domu w Pütte obecnie znajduje się muzeum.

## Dzieła
- Gedichte (Düsseldorf 1801)
- Glaube, Hoffnung, Liebe, Freude. Zu einem Kranze für das Leben gewunden (Leipzig 1810)
- Kampfgedichte aus dem Feldzuge von 1813 (Stralsund 1814)
- Mitgabe nach Rügen, dem Reisenden zur Begleitung und Erinnerung (Stralsund 1818)
- Pommer-Buch oder Vaterländisches Lesebuch für die Provinz Pommern (Stralsund 1820)
- Froschmäuseler
- Klimms und Gullivers wunderbare Reisen
- Die Insel Felsenburg oder Das Land der Diamanten. Ein Inbegriff aller Robinsonaden und Seefahrergeschichten (Pest 1820)
- Kellgren’s prosaische Schriften aus dem Schwedischen
- Blätter (3 tomy, Stralsund/Berlin 1824–1829)
- Sämmtliche poetische Werke (5 tomów, Rostock 1836)
- Blüthen des Alters (Stralsund 1841)
- Karl Gottlieb Lappe, Stadt oder Land. Nur nicht zu eng die Räume. Gedichte. Hg. von Horst   Langer. Greifswald 2012

## Utwory, które otrzymały oprawę muzyczną
- „So oder so“, oprawa muzyczna Ludwig van Beethoven (WoO 148) i Robert Schumann (op. 59 nr 1)
- „Im Abendrot“, oprawa muzyczna Franz Schubert (D 799)
- „Der Einsame“, oprawa muzyczna Franz Schubert (D 800)
- „Flucht“, oprawa muzyczna Franz Schubert (D 825 nr 3)